# Dehiscencia
En botánica, el término dehiscencia designa la apertura espontánea de una estructura vegetal, una vez llegada su madurez, para liberar su contenido.
- Referido a muchos tipos de fruto, designa el momento en que estos se abren para liberar la semilla y dispersarla; así se habla de dehiscencia loculicida cuando el fruto se abre por el nervio medio de los carpelos.
- Refiriéndose a anteras, es el momento en que estas se abren, liberando el polen.
- En las plantas inferiores, se llama también dehiscencia a la apertura de los esporangios, lo que libera las esporas sexuales o asexuales.

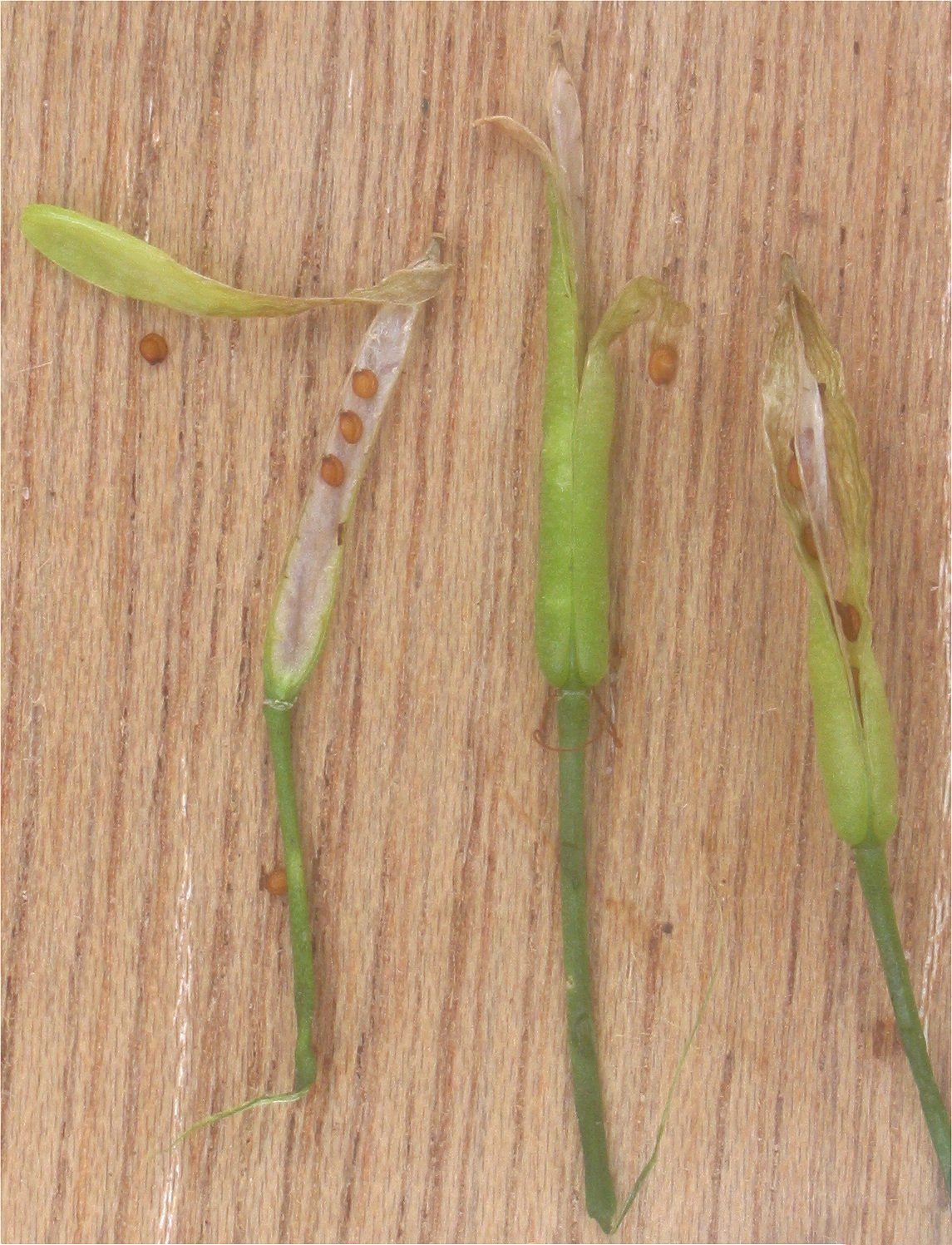
Silicuas de Rorippa microphylla al momento de la dehiscencia o apertura.

## Dehiscencia de anteras
La dehiscencia se produce gracias al endotecio. Sus células presentan paredes desigualmente engrosadas, con filetes lignificados más anchos hacia la cara interna de la célula, donde se unen entre sí; en cambio se adelgazan hacia la cara externa. Por esta razón, al producirse la deshidratación de las células, estas se acortan tangencialmente, originando tensiones que conducen a la apertura de la antera. La dehiscencia es la última función de la antera, lo que provoca la liberación de los granos de polen.

## Dehiscencia de frutos
Si se clasifican los frutos por el tipo de desarrollo de su pericarpio, podemos distinguir dos clases: los secos y los carnosos.
La dehisencia ocurre únicamente en los frutos secos, y según el tipo de placentación y de fecundación que tuvo el fruto, existen diferentes tipos de dehiscencia:
- Dehiscencia sutural doble: el carpelo se abre por el nervio dorsal y entre los nervios placentarios como en las legumbres.
- Dehiscencia sutural simple: el carpelo se abre por los nervios placentarios únicamente. 
Ejemplo: folículos y polifoliculos.
- Dehiscencia placentigrafa: la apertura del carpelo se realiza por dos líneas paralelas a la placenta. 
Ejemplo: silicua y silícula.
- Dehiscenia loculicida.
- Dehiscencia placentifraga.
- Dehiscencia septicida.
- Dehiscencia septifraga.
- Dehisencia poricida.
- Dehiscencia valvar.

Un fruto que desarrolla un gineceo compuesto de carpelos fusionados, que, tras la fertilización, crece transformándose en silicua, después de la maduración seminal tendrá lugar la dehiscencia, y las valvas se despegan del septum central liberando las simientes.
Este proceso es similar a la dehiscencia de anteras y la región que se rasga (zona de dehiscencia) corre enteramente a lo largo del fruto entre las valvas y el replum (septum externo).
En la madurez, la zona de dehiscencia es efectivamente una capa no lignificada entre una región de células lignificadas en la valva y el replum. La expulsión ocurre debido a la combinación de pérdida de paredes celulares en la zona de dehiscencia y las tensiones establecidas por las propiedades diferenciales mecánicas de las células secantes en la silicua.
- Datos: Q3704821
- Multimedia: Dehiscence / Q3704821